# 海因里布斯維爾-維尼斯托夫

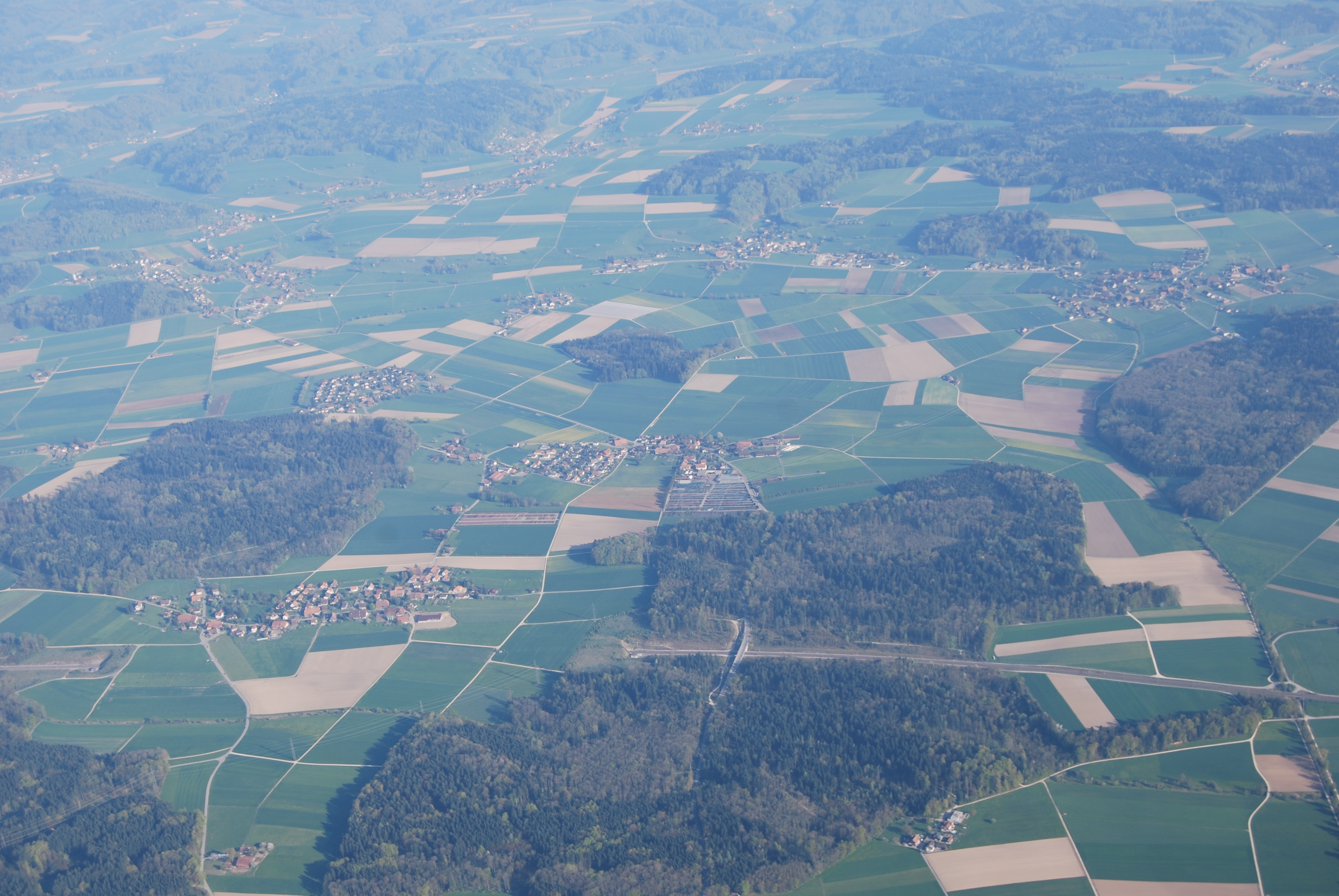
海因里布斯維爾-維尼斯托夫的上空俯視圖

海因里布斯維爾-維尼斯托夫是瑞士的城鎮，位於該國北部，由索洛圖恩州負責管轄，面積3.13平方公里，海拔高度475米，2011年人口530，四成半人口信奉基督教，人口密度每平方公里169人。